# Elena Novikova
|  | No s'ha de confondre amb Elena Novikova-Belova. |

Elena Novikova, o Olena Novikova (en ucraïnès: Олена Володимирівна Новікова; Sant Petersburg, 14 de gener de 1984) és una ciclista de carretera ucraïnesa, qui recentment va participar per a l'equip ciclista femení Servetto Giusta. Va representar Ucraïna als Campionats del món de ciclisme en ruta de 2007.
Viu a Itàlia. Ha guanyat curses de 15 hores en bicicleta de muntanya i 24 hores en carretera en solitari. Va guanyar 2 vegades les 24 hores de Le Mans en bicicleta de carretera. Novikova ha guanyat tres vegades la Finale Ligure, la cursa de 24 hores en btt més dura d'Itàlia. En 2015, va guanyar un títol de Campiona europea de curses de 24 hores en btt en solitari. En 2016, va acabar la segona cursa per etapes en btt més del món, Ironbike. En octubre de 2015 va establir un Rècord al cim de Gavia pujant-lo i baixant-lo 9 vegades durant 19 hores.

## Carrera

### Rècords mundials
El 17 de setembre de 2017, va aconseguir 11 rècords mundials durant l'intent exitós de vèncer l'anterior rècord de 24 hores. Tots aquests rècords són Indoor Track – Solo – Standard – Dones 18–49.
Els rècords són:
- 6 Hores = 222.024 km
- 12 Hores = 421.347 km
- 24 Hores = 781.638 km
- 100 km = 2h 37' 35"
- 200 km = 5h 23' 30"
- 300 km = 8h 18' 13"
- 500 km = 14h 29' 59"
- 100 Milles = 4h 18' 00"
- 200 Milles = 8h 55' 13"
- 300 Milles = 13h 57' 23"
- 500 Milles = 24h 46' 26"